# Ada (Federacja Bośni i Hercegowiny)
Ada – wieś w Bośni i Hercegowinie, w Federacji Bośni i Hercegowiny, w kantonie posawskim, w gminie Odžak. W 2013 roku liczyła 186 mieszkańców, z czego większość stanowili Chorwaci.